# Сиргієшть
Сиргієшть, Сиргієшті (рум. Sârghiești) — село у повіті Сучава в Румунії. Входить до складу комуни Тодірешть.
Село розташоване на відстані 365 км на північ від Бухареста, 15 км на північний захід від Сучави, 129 км на північний захід від Ясс.

## Населення
За даними перепису населення 2002 року у селі проживали 154 особи, усі — румуни. Усі жителі села рідною мовою назвали румунську.